# بيندلتون (نيويورك)
بيندلتون (بالإنجليزية: Pendleton, New York)‏ هي بلدة أمريكية تقع في الولايات المتحدة في مقاطعة نياغرا، نيويورك. يقدر عدد سكانها بـ 6,397 نسمة ومساحتها 71.1 كم2 وترتفع عن سطح البحر 181 متر.

## أعلام
- باتريك هيغينز
- ريتشارد كرولي